# Just Cause 2
Just Cause 2 es un videojuego de acción desarrollado por la empresa sueca Avalanche Studios y publicado por Eidos Interactive y Square Enix. Es la segunda entrega del videojuego de 2006, Just Cause, el cual tuvo unas críticas variadas. Igual que su predecesor, su modo de juego es de libertad total.
La acción, así como la trama, se desarrolla en el ficticio archipiélago paradisíaco de Panau. El protagonista es, de nuevo, Rico Rodríguez, el agente más calificado y peligroso de la Agencia, que es enviado a Panau para eliminar a un agente disidente refugiado en la isla.

## Personajes
- Rico Rodriguez: El personaje principal y el que el jugador controla. Es un hombre de pocas palabras y prefiere trabajar solo. Ha sido contratado por la Agencia para esta misión gracias a sus buenos resultados en la peligrosa misión en San Esperito (lugar donde se desarrollaba el anterior juego) y su versatilidad para las situaciones extremas. También conocido como Scorpion.
- Razak Razman: Líder de la facción de Los Cucarachas. Es un hombre mayor con apariencia de millonario.
- Bolo Santosi: Líder de la facción de Los segadores. Esta mujer parece sentir algo por Rico, pero nunca lo termina de dejar claro.
- Sri Irawan: Líder de Los Ular. Posee un look similar al clásico rebelde cubano.

### Sistema de juego
Just Cause 2 pertenece al género de los sandbox ofreciendo una libertad total pocas veces vista en un juego de estas características. El jugador tiene a su disposición más de 1000 kilómetros cuadrados para explorar a su voluntad. Aunque es posible pedir una extracción para desplazarse rápidamente por el gran mapeado, el jugador puede conducir una gran variedad de vehículos para desplazarse por todo el terreno como ciclomotores, motocicletas, coches, quads, todoterrenos, camiones, monovolúmenes, aviones, helicópteros, lanchas o barcos, entre otros muchos (algunos de ellos ocultos, como un globo aerostático).
Rico Rodríguez, y por consiguiente el jugador, puede caminar, correr, saltar, realizar volteretas y agacharse. Para librar combates, Rico puede usar varias armas de fuego como pistolas, ametralladoras, fusiles de asalto, lanzacohetes, escopetas de varios calibres, e incluso puede desmontar torretas fijas y llevárselas consigo para eliminar enemigos y elementos de los escenarios de manera extrema, gracias a la munición infinita que estas albergan.
La característica más llamativa es el gancho de anclaje (grappling hook) que Rico lleva acoplado en su brazo izquierdo. Con él, Rico puede acceder prácticamente a cualquier zona del juego, por muy elevada que esta sea. El gancho también tiene otras múltiples utilidades de gran eficacia, como por ejemplo atrapar a enemigos y hacerles caer, o amarrarles a coches, helicópteros o bombonas de gas para que salgan disparados. También sirve para remolcar vehículos.
Otra característica es el paracaídas que lleva Rico incorporado (aunque nunca se ve dónde lo guarda). El jugador no solo puede utilizarlo para descender desde grandes alturas para salvar su caída, sino que también puede combinarlo con el gancho de anclaje para recorrer enormes distancias sin necesidad de un vehículo.
El juego está estructurado en siete misiones que a priori pueden parecer pocas, pero para acceder a ellas, el jugador debe realizar antes un buen número de misiones alternativas. Para que las misiones se vayan desbloqueando, el jugador debe provocar el caos en Panau. Esto se consigue destruyendo zonas militares, gasolineras y estatuas del dictador de Panau, entre otros. También Rico debe aliarse con hasta tres facciones de rebeldes que luchan contra la opresión del dictador de Panau, Panay Hijo. Las tres facciones son Los cucarachas (Roaches), Los Ular Boys y Los segadores (Reapers). Al cumplir misiones de las facciones, se van desbloqueando nuevas zonas para provocar más caos y aumentar el porcentaje de juego completado. Solo de esta manera, se irán desbloqueando las misiones del juego principal.

## Secuela
Just Cause 3 ha sido lanzado en diciembre de 2015 por la compañía desarrolladora de Just Cause, Avalanche Studios. El juego está disponible para PlayStation 4, Xbox One y PC. Muchos fanáticos de la saga se mostraron decepcionados pues se confirmó que el juego no sería lanzado para la anterior generación de consolas.